# Gymnomitrion formosae
Gymnomitrion formosae là một loài rêu tản trong họ Gymnomitriaceae. Loài này được (Stephani) Horik. miêu tả khoa học lần đầu tiên năm 1934.